# Tito Tolin
Benito Tolin, detto Tito (Asiago, 28 ottobre 1935 – Asiago, 6 marzo 2006), è stato un saltatore con gli sci italiano.

## Biografia
Fu attivo negli anni cinquanta, in carriera vinse un titolo nazionale e partecipò a un'edizione dei Giochi olimpici invernali, Cortina d'Ampezzo 1956. Dopo essere stato il portabandiera italiano durante la cerimonia d'apertura, si piazzò al 33º posto nella gara dal trampolino normale.
Si ritirò dalla carriera agonistica nel 1957 a causa di un infortunio subito durante un salto di allenamento a Cortina, il giorno prima dei Campionati Italiani. Una folata di vento lo fece cadere e riportò diverse fratture.
Dopo il ritiro svolse vari lavori, tra cui quello di camionista e impiegato in un'impresa edile.

## Palmarès

### Campionati italiani
- 1 medaglia[2]:
  - 1 oro (nel 1956)